# Шакра
Шакра (англ. Shaqra, араб. شقرا) — поселення в Сирії, що складає невеличку друзьку общину в нохії Ізра, яка входить до складу мінтаки Ізра в південній сирійській мухафазі Дара.